# Tomislav Knez
Tomislav Knez (ur. 9 czerwca 1938 w Banja Luce) – piłkarz chorwacki grający podczas kariery na pozycji napastnika.

## Kariera klubowa
Tomislav Knez piłkarską karierę rozpoczął w klubie Borac Banja Luka w 1956. W 1961 przeszedł do Dinama Zagrzeb. Z Dinamem dwukrotnie zdobył Puchar Jugosławii w 1963 i 1965. W 1965 wyjechał do Austrii, gdzie został zawodnikiem SV Schwechat.
Dobra gra zaowocowała transferem do Rapidu Wiedeń w 1966. Z Rapidem zdobył mistrzostwo Austrii w 1967. Knez nie zdołał jednak wywalczyć miejsca w podstawowym składzie i po roku odszedł do drugoligowego Kapfenberger SV. Karierę piłkarską Knez zakończył w 1975 w SV Güssing.

## Kariera reprezentacyjna
W reprezentacji Jugosławii Knez zadebiutował 1 stycznia 1960 w wygranym 5-0 towarzyskim meczu z Marokiem. W 1960 zdobył wicemistrzostwo Europy. Na turnieju w finałowym we Francji wystąpił w meczu z Francją, w którym zdobył bramkę.
W tym samym roku zdobył złoty medal olimpijski na Igrzyskach w Rzymie. Na turnieju we Włoszech wystąpił w pięciu meczach z Egiptem (bramka), Turcją (bramka), Bułgarią, Włochami i Danią. Ostatni raz w reprezentacji wystąpił 4 czerwca 1961 w wygranym 2-1 meczu eliminacji Mistrzostw Świata z Polską. Ogółem w barwach plavich wystąpił w 14 meczach, w których zdobył 8 bramek.
| Mecze i gole w reprezentacji | Mecze i gole w reprezentacji | Mecze i gole w reprezentacji | Mecze i gole w reprezentacji | Mecze i gole w reprezentacji | Mecze i gole w reprezentacji | Mecze i gole w reprezentacji |
| #                            | Data                         | Miasto                       | Przeciwnik                   | Gol                          | Wynik                        | Rozgrywki                    |
| ---------------------------- | ---------------------------- | ---------------------------- | ---------------------------- | ---------------------------- | ---------------------------- | ---------------------------- |
| 1.                           | 01.01.1960                   | Casablanca                   | Maroko                       |                              | 5:0                          | towarzyski                   |
| 2.                           | 03.01.1960                   | Tunis                        | Tunezja                      | Gol                          | 5:1                          | towarzyski                   |
| 3.                           | 08.01.1960                   | Casablanca                   | Egipt                        |                              | 1:0                          | towarzyski                   |
| 4.                           | 24.04.1960                   | Ateny                        | Grecja                       | Gol                          | 5:0                          | el. IO                       |
| 5.                           | 22.05.1960                   | Belgrad                      | Portugalia                   |                              | 5:1                          | el. ME                       |
| 6.                           | 06.07.1960                   | Paryż                        | Francja                      | Gol                          | 5:4                          | Euro 60                      |
| 7.                           | 06.08.1960                   | Belgrad                      | Tunezja                      | Gol · Gol · Gol              | 7:0                          | towarzyski                   |
| 8.                           | 26.08.1960                   | Pescara                      | Egipt                        | Gol                          | 6:1                          | IO 1960                      |
| 9.                           | 29.08.1960                   | Florencja                    | Turcja                       | Gol                          | 4:0                          | IO 1960                      |
| 10.                          | 01.09.1960                   | Rzym                         | Bułgaria                     |                              | 3:3                          | IO 1960                      |
| 11.                          | 05.09.1960                   | Neapol                       | Włochy                       |                              | 1:1                          | IO 1960                      |
| 12.                          | 10.09.1960                   | Rzym                         | Dania                        |                              | 3:1                          | IO 1960                      |
| 13.                          | 09.10.1960                   | Budapeszt                    | Węgry                        |                              | 3:3                          | towarzyski                   |
| 14.                          | 04.06.1961                   | Belgrad                      | Polska                       |                              | 2:1                          | el. MŚ                       |